# 三班仆人
三班仆人，是在出現在中國的一種基督教新兴教派，是由徐文库創立（1946年6月18日-？），起源於山東，1990年代盛行於安徽、四川、东北。被中華人民共和國公安部認定爲邪教组织，台湾神学教育网站“归正学义网”将其视为宗教异端。
三班仆人派这个在中国被查禁的团体2005至2006年遭到重創後可能已经不存在了。

## 教义
把三班仆人派当作全备真理，領袖是大仆人，是惟一的先知，自比摩西、大衛，不信因信稱義，若不加入三班仆人便不得救﹔信徒奉獻是得救憑據﹔信徒要服侍大仆人(指徐文库)而非神﹔反對聖餐及敬拜贊美﹔曾三次預言基督再來﹔認為窄門是家庭教會，寬門是公開教會﹔禁止嫁娶，主張夫妻要分居。三班仆人將组织成员分为「大仆人」、「二仆人」等6个等级，有嚴密的階級控制。強調需要順服三班仆人中的「大仆人」才能得救。曾數次預言末日的到來，但沒有應驗。